# Bear Canyon
Il Bear Canyon mammarenavirus (BCNV), è un mammarenavirus simile al virus Whitewater Arroyo (WWAV) e al mammarenavirus Tamiami (TAMV); tutti e tre sono arenavirus del Nuovo Mondo. 
Il virus prende il nome dal Bear Canyon, l'area in cui è stato originariamente scoperto.